# Navajoceratops
Navajoceratops („navažská rohatá tvář“) byl rod rohatého dinosaura (ceratopsida), žijícího v období pozdní svrchní křídy na území dnešního státu Nové Mexiko v USA. Fosilie tohoto býložravého dinosaura byly objeveny v sedimentech souvrství Kirtland (člen Hunter Wash, stáří 75 až 73,4 milionu let).

## Historie a význam
Typový a dosud jediný známý druh N. sullivani byl na základě materiálu holotypu SMP VP-1500, objeveného roku 2002, formálně popsán v roce 2020. Druhové jméno je poctou paleontologovi Robertu M. Sullivanovi. Autorem popisu je manželský paleontologický pár Denver Fowler a Elisabeth Freedman-Fowlerová. Ve stejné popisné studii byl popsán ještě jeden nový druh chasmosaurinního ceratopsida, Terminocavus sealeyi.
Navajoceratops byl jakýmsi vývojovým přechodným taxonem mezi rody Pentaceratops a Anchiceratops, byl přitom mírně vývojově primitivnější než Terminocavus.